# Zalesiczki (przystanek kolejowy)
Zalesiczki – zlikwidowany przystanek osobowy w Słupsku, w województwie pomorskim, w Polsce. Stacja znajdowała się przy nieczynnej linii kolejowej ze Słupska do Budowa.